# Rue de Chambertin
La rue de Chambertin est une voie située dans le 12e arrondissement de Paris, en France.

## Origine du nom
Le nom de la voie fait référence au vignoble français de Chambertin, du fait de sa proximité avec les entrepôts de vins de Bercy.

## Historique
Cette voie est ouverte par la Ville de Paris sous sa dénomination actuelle en 1879, sur l'emplacement de l'ancienne place Cabanis, qui fut absorbée en 1864 dans le boulevard de Bercy.

## Bâtiments remarquables et lieux de mémoire
On voit depuis la rue le palais omnisports de Paris-Bercy et le ministère de l'Économie et des Finances. 